# البديع (الخرج)
مركز البديع هو مركزٌ إداري تابعٌ لمحافظة الخرج في منطقة الرياض ، وتصنف من فئة (أ) ورمزها 1026.